# Arkham House
«Arkham House» (рус. Аркхем Хаус) — американское издательство, специализирующееся на фантастике. Основано в  Сок-Сити, штат Висконсин, в 1939 году Августом Дерлетом и Дональдом Вандреем для публикации сборников лучших произведений Говарда Филлипса Лавкрафта в твердом переплете, которые ранее публиковались только в бульварных журналах. Название компании происходит от вымышленного города, — Аркхэма, штат Массачусетс («Страна Лавкрафта»). Издания Arkham House известны качеством печати и переплета. Колофон для Arkham House был разработан Фрэнком Утпателем.

## Основание

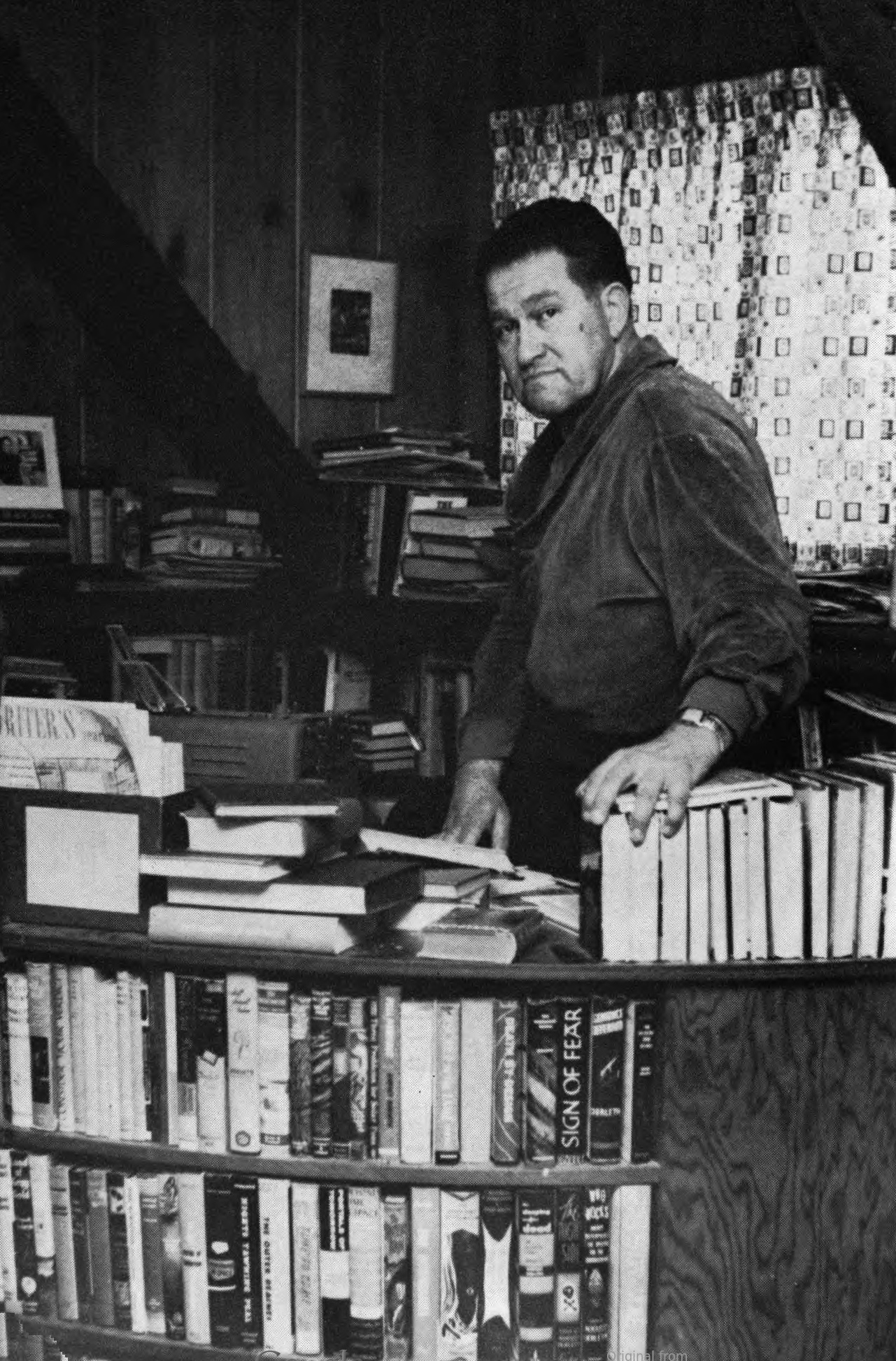
Август Дерлет в библиотеке 1962 год

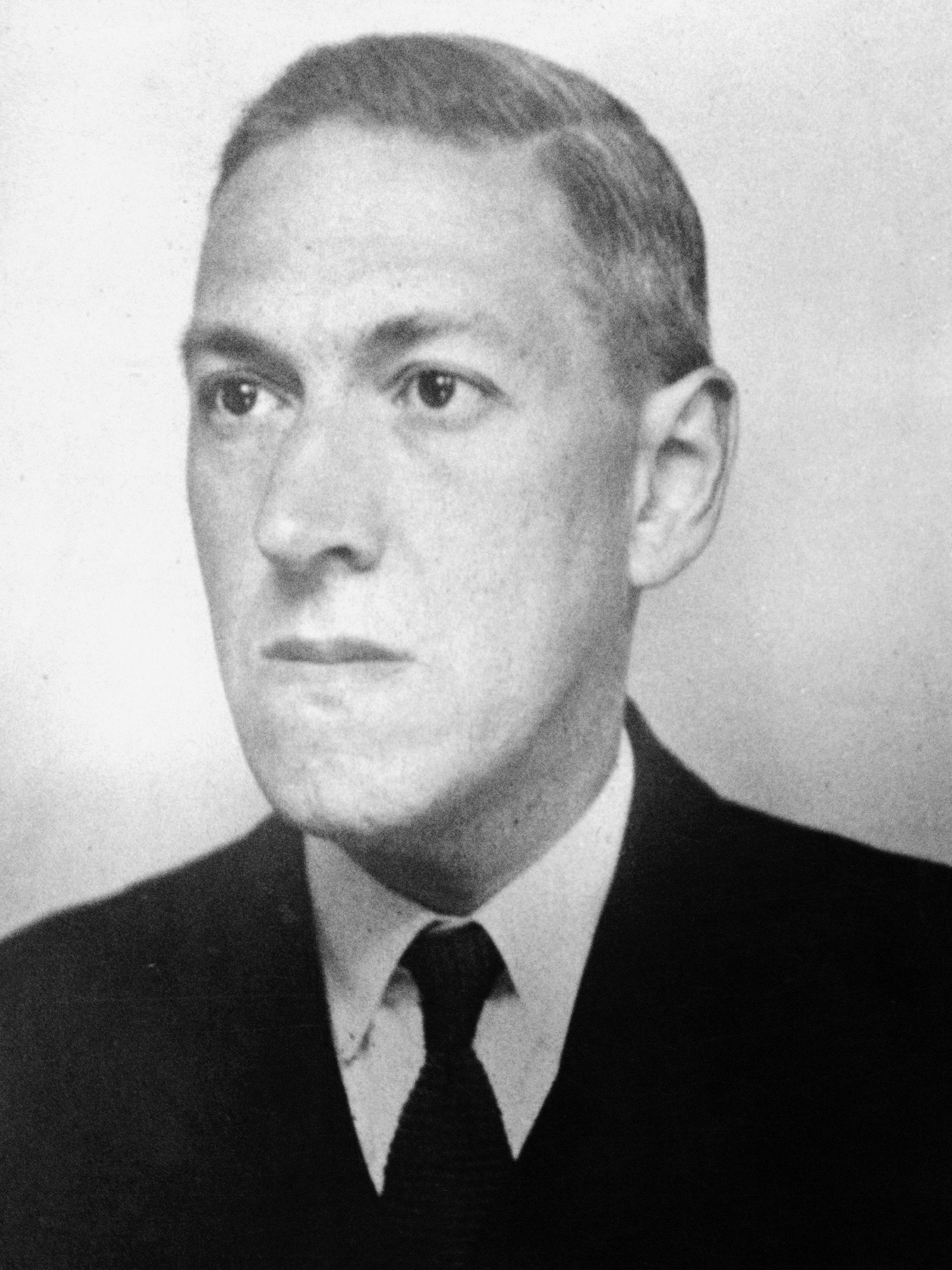
Лавкрафт 1934 год

В конце 1937 года, после смерти Лавкрафта, Август Дерлет и Дональд Вандрей стремились превратить сборник фантастических произведений Лавкрафта из бульварных журналов в мемориальный том. После нескольких неудачных попыток заинтересовать крупных издателей сборником, двое писателей поняли, что ни один издатель не захочет рисковать со сборником. Тогда Дерлет и Вандрей решили создать свою собственное издательство Arkham House с конкретной целью публикации всех сочинений Лавкрафта в твердом переплете. Сборный том был запланирован как первое предложение Arkham House по цене 5 долларов, хотя предварительные заказы принимались по цене 3,50 доллара. Даже по такой выгодной цене было получено всего 150 предварительных заказов на сборник «Изгой и другие рассказы» (1939 год).
Arkham House был основан для публикации произведений Лавкрафта и во многом способствовало печатанию фантастики в твердом переплете в США, что в то время было доступно только в Великобритании.
Впервые «Изгой» был напечатан компанией George Banta Co. из Висконсина тиражом 1268 экземпляров. Книга состояла из более чем 550 страниц с мелким шрифтом и содержала обложку художника-фантаста Вирджила Финлея. Омнибус продавался медленно, но стабильно. Дерлет был успешным писателем и получал значительный доход от своих писательских работ, что позволяло ему субсидировать деятельность Arkham House без необходимости получения быстрой прибыли.
Второй сборник «За стеной сна» (1943 год) зарекомендовал Arkham House как успешное небольшое издательство уже с четырьмя именами (сборники произведений Дональда Вандреи, Генри С. Уайтхеда, Кларка Эштона Смита и Лавкрафта). В 1945 году Arkham House расширил ассортимент и опубликовал два романа, ни один из которых ранее не публиковался. Это были «Ведьмин дом» Эванджелин Уолтон и «Таящийся у порога» Августа Дерлета (по наброску Лавкрафта). Далее Дерлет опубликовал сборники рассказов известных авторов фэнтези, первым из которых стал «Зеленый чай и другие истории о привидениях» ирландского писателя Дж. Шеридана Ле Фаню. В 1947 г. последовали сборники англичан Альфреда Эдгара Коппарда, Герберт Рассела Уэйкфилда, Уильяма Хоупа Ходжсона и Алджернона Блэквуда. В 1947 г. вышли книги трех американских писателей, в том числе научно-фантастический роман Альфреда Ван Фогта «Слан». Дерлет, должно быть, чувствовал, что находится не в той области, поскольку Слан тиражом более 4000 экземпляров оказался самым быстрорастущим и самым продаваемым в Arkham House 1940-х годов.
Arkham House опубликовал множество книг в области фэнтези и ужасов, в том числе небольшое, но стабильное количество на протяжении 1950-х годов. Роберт Вайнберг писал: "Однако острая конкуренция со стороны небольших издательств научной фантастики, а также низкие продажи некоторых изданий поставили Августа Дерлета в опасное положение. Только щедрая ссуда от доктора Дэвида Келлера помешала Аркхэму уйти обанкротился в период проблем с денежными потоками в 1948 году. Оттиск Arkham House, Келлер, чтобы предоставить Дерлету ссуду в счет стоимости книги. Дерлет сообщил Келлеру и Московицу, что он должен своему издателю 2500 долларов и исчерпал все возможные источники помощи. По возвращении Келлера в свой дом в Страудсбурге, штат Пенсильвания, он выписал чек на необходимую сумму и отправил его Дерлету в качестве ссуды под 35 % по личной записки Дерлета. Сообщая о сделке в «Тридцатилетнем доме Аркхэма», Дерлет добавляет: «Я не просил об этом; он предложил это с комментарием: „Я горжусь своим суждением о характере“. Ни мне, ни Arkham House нельзя было сделать большего комплимента».
В конце 1960-х Arkham House снова оказалось на грани банкротства, но внезапно нашел совершенно новый рынок для своих книг, когда всплеск интереса к Роберту Говарду (капитализированный Дональдом М. Грантом) совпал с всплеском популярности интереса к творчеству Лавкрафта. Все работы Лавкрафта были переизданы в трех недавно отредактированных сборниках, которые постоянно печатались.
В дополнение к томам художественной литературы Лавкрафта Arkham House начал публиковать пятитомное издание «Избранных писем Лавкрафта», которое было запланировано с самого начала компании и дает обзор переписки Лавкрафта со сверстниками, друзьями и семьей. Среди его корреспондентов были основатели Arkham House Дерлет и Вандреи. (Тома писем Лавкрафта в Arkham House сильно сокращены; несокращенные тома писем Лавкрафта отдельным корреспондентам постепенно выпускались издательством Hippocampus Press). После долгого затишья Arkham House вступила в 1970-е годы с амбициозными издательскими планами.
Arkham House также публиковал художественную литературу многих современников Лавкрафта, в том числе Рэя Брэдбери, Роберта Говарда, Фрэнка Белнэпа Лонга, Кларка Эштона Смита, Роберта Блоха и самого Дерлета; классическая жанровая фантастика таких авторов, как Уильям Хоуп Ходжсон (по инициативе Германа Чарльза Кенига), Алджернон Блэквуд, Рассел Уэйкфилд, Сибери Куинн и Шеридан Ле Фаню.
В 1970-х появились более поздние последователи школы Лавкрафта, такие как Рэмси Кэмпбелл, Брайан Ламли, Лин Картер и другие автоы, которым Дерлет дал их самую раннюю публикацию в твердом переплете.
Несмотря на богатство талантливых писателей, появившихся под издательством Arkham House, это не имело финансового успеха. Дерлет писал в 1970 году: «Дело в том, что ни за один год с момента его основания Arkham House доходы не покрывали расходы, так что мои личные заработки были необходимы для укрепления финансов Arkham House». Роберт Вайнберг заявил, что «самым большим провалом Arkham House был „Дом Ведьмы“, превосходный роман, который был распродан почти через два десятилетия».
После смерти Дерлета в 1971 году Дональд Вандри ненадолго исполнял обязанности главного редактора, но отказался навсегда возобновить свой интерес к фирме.
До 1980-х годов Arkham House не переиздавал свои книги (за некоторыми исключениями, такими как «Кто-то в темноте» и «Ночной зевок: компания призраков», а также четыре основных сборника Лавкрафта, выпущенные в 1960-х годах — «Дагон и другие жуткие рассказы», «Хребты безумия», «Ужас в музее», «Данвичский ужас» и другие). Права иногда продавались в 1960-х и 1970-х годах другим издателям, которые выпускали издания Arkham House в мягкой обложке. Однако это изменилось в 1980-х с появлением новых редакторов. В настоящее время существует несколько изданий или альтернативных изданий более 20 отдельных названий Arkham House.

## Развитие
Дети Августа Дерлета Эйприл (Роуз) и Уолден (Уолли) Дерлет стали совладельцами. Эйприл управляла бизнесом, в то время как Уолли не принимал непосредственного участия в его повседневной деятельности. Эйприл получила степень бакалавра гуманитарных наук по английскому языку в Университете Висконсин-Мэдисон в 1977 году. В 1994 году она стала мажоритарным акционером, президентом и генеральным директором Arkham House, в котором она оставалась до самой смерти.
Вандрея сменил на посту главного редактора Джеймс Тернер. На протяжении 1970-х и 1980-х годов Тернер расширил круг авторов компании, включив в него таких выдающихся писателей-фантастов и фэнтези, как Майкл Бишоп, Люциус Шепард, Брюс Стерлинг, Джеймс Типтри-младший, Майкл Ши и Дж. Баллард. Приобретения Тернера увели издателя от его работ в области фантастики и ужасов, и в конце концов Эйприл Дерлет уволила его в 1997 году; он основал Golden Gryphon Press.
В 1997 году Питер Рубер был назначен её редактором-консультантом и преемником Джеймса Тернера. Эйприл стала президентом Arkham House в 2002 году. Она сделала миссией дома возвращение к классической фантастике, к которой стремился Рубер. Рубер подвергся критике: за враждебные мнения различных авторов, которые он выразил во вступлении к рассказу в «Мастера ужасов Аркхэма» (2000). Некоторое время ходили слухи о его нездоровье; в конце концов он перенес инсульт, и из-за этого его редакционные обязанности в Arkham House прекратились.
График публикаций Arkham House значительно замедлился в период с 2000 по 2006 год, когда было выпущено всего девять книг: «В каменном доме» Барри Н. Мальцберга (2000); «Книга мертвых» Хоффмана Прайса (сборник воспоминаний писателей, известных Прайсу, 2001 г.); «Мастера ужасов» Arkham House (изд. Питер Рубер, 2000 г.); «Дальняя сторона нигде» Нельсона Бонда (2002); "Очищение " Джона Харви (роман ужасов, 2002 г.); Избранные письма Кларка Эштона Смита (редактор Скотт Коннорс, 2003 г.); «Пещера тысячи сказок» Милта Томаса (биография бульварного писателя Хью Б. Кейва, 2004 г.); Ещё одна коллекция Нельсона Бонда «Другие миры, отличные от наших» (2005 г.); и «Навсегда» (сборник сказок, посвященный Эдгару По, изд. Джеймса Роберта Смита и Стивена Марка Рейни, 2006 г.).
В 2005 году Arkham House был удостоен премии World Fantasy Award за достижения в малой прессе — трофеем на тот момент был бюст Лавкрафта.
В начале 2009 года было объявлено, что Джордж Вандербург из Battered Silicon Dispatch Box и Роберт Вайнберг совместно возьмут на себя обязанности редактора Arkham House. В том же году Battered Silicon Dispatch Box выпустила четыре новых тома рассказов Августа Дерлета под общим названием «Жуткий квартал» Arkham House, что стало единственным выпуском последнего с 2006 года.
В 2010 году «Вестник Аркхема» (1948-49) был переиздан ограниченным тиражом (250 комплектов) в двухтомном факсимильном переиздании редкого теперь журнала, выпускавшегося Arkham House, который выходил четыре номера в год с 1948 по 1949 год. Эта работа была выпущена Arkham House совместно с Обществом Августа Дерлета. В том же году под издательством Майкрофта и Морана был издан роман Джона Лелленберга «Нерегулярный Бейкер-стрит» .

## Статус
В блоге Джорджа Вандербурга на Battered Silicon Dispatch Box было объявлено о ряде названий Arkham House на 2011 год и позже (последним из них был «Навсегда»), ни одно из которых не появлялось по состоянию на январь 2017 года из-за смерти Эйприл Дерлет 21 марта 2011 года. В апреле 2011 года на веб-сайте издателя было объявлено, что её дети возьмут на себя управление фирмой. Даниэль Джейкобс была назначена президентом, а её брат Дэймон Дерлет — вице-президентом; они также являются нынешними владельцами. Джордж Вандербург продолжал работать редактором дома, как и Роберт Вайнберг, до своей смерти в сентябре 2016 года.
В 2020-х годах под издательством Arkham House не выпускалось ни одной книги; пресса перепечатала некоторые заголовки из списка. Ранее книги издавались почти каждый год с 1939 по 2010 год (кроме 1940, 1955/56 и 2006 годов).

## Другие отпечатки
Arkham House за свою историю издавался под двумя дополнительными отпечатками.
В 1945 году было запущено издательство Mycroft & Moran для публикации странных детективных и детективных историй, в том числе серии «Солнечные мосты» Дерлета. Название выходных данных было вдохновлено персонажами рассказов о Шерлоке Холмсе: братом Шерлока Майкрофтом Холмсом и злодеем полковником Себастьяном Мораном. Некоторые названия Mycroft и Moran с 1993 года также были выпущены Battered Silicon Dispatch Box.
Arkham также представил Stanton & Lee Publishers в 1945 году с намерением публиковать мультфильмы Клэр Виктор Двиггинс. Издательство Stanton & Lee Publishers продолжало публиковать стихи и региональные произведения Августа Дерлета.
Кроме того, Август Дерлет заключил субподряд с некоторыми книгами, которые были номинально опубликованы Arkham House, другим издателям, включая Pellegrini & Cudahy из Нью-Йорка и Villiers Publications из Англии.